# Кржижановский, Николай Людвигович
Никола́й Лю́двигович Кржижано́вский (26 января 1878 года — 1917) — русский морской офицер, участник Цусимского сражения.

## Биография
- 1894 — Вступил в службу юнкером флота
- 1897 — Мичман
- 1899—1901 — В заграничном плавании на крейсере 1-го ранга «Рюрик».
- 1901—1902 — В заграничном плавании эскадренном броненосце «Наварин». Участвовал в Китайском походе.
- 1904 — Окончил Николаевскую морскую академию по гидрографическому отделу.
- 1904—1905 — Старший флаг-офицер штаба командующего 2-й эскадрой флота Тихого океана вице-адмирала З. П. Рожественского. Участвовал в Цусимском сражении на борту эскадренного броненосца «Князь Суворов» и миноносца «Бедовый». Привлекался к суду по "Делу о сдаче миноносца «Бедовый» в качестве обвиняемого, но был оправдан.
- 1907 — Окончил офицерский класс Учебного отряда подводного плавания.
- 1907—1908 — Командир подводной лодки «Сиг».
- 1908—1910 — Командир подводной лодки «Крокодил» (1908—1910).
- 1910 — Капитан 2-го ранга, старший офицер канонерской лодки «Кубанец» на Чёрном море.
- 1911 — Уволен в отставку за критику руководства Морского министерства.
- 1914 — Возвращён из отставки в состав отдельной Каспийской роты.
- 17 октября 1915 — Командир канонерской лодки «Ардаган» на Каспии.
- 10 апреля 1916 — Капитан 1-го ранга «за отличие».

Умер в 1917 году.

## Награды
- Орден Св. Станислава 3-й степени (1904) «за заграничное плаванье»
- Орден Св. Анны 3-й степени (27.4.1915)
- Медаль в память священного коронования императора Николая II (1898)
- Бронзовая медаль в память военных событий в Китае 1900—1901 годов (1901)
- Серебряная медаль в память военных событий в Китае 1900—1901 годов (1901)
- Светло-бронзовая медаль за участие в войне с Японией 1904—1905 годов с бантом (1906)
- Темно-бронзовая медаль в память плаванья в 1904—1905 годов 2-й эскадры Тихого Океана вокруг Африки на Дальний Восток (1907)
- Светло-бронзовая медаль в память 200-летия Гангутской победы (1915)
- Знак окончания Морской академии (1904)